# Bathypogon mutilatus
Bathypogon mutilatus är en tvåvingeart som först beskrevs av Walker 1855.  Bathypogon mutilatus ingår i släktet Bathypogon och familjen rovflugor. Inga underarter finns listade i Catalogue of Life.